# Гнойовик чорнильний
Гнойовик чорнильний (Coprinopsis atramentaria ((Bull.) Redhead, Vilgalys & Moncalvo) — гриб родини печерицевих (Agaricaceae), що раніше відносили до роду Coprinus.

## Будова
Шапка 3-5 см у діаметрі, 4-10 см завширшки, овальна, потім дзвоникоподібна, конусоподібнорозпростерта, сірувата, у центрі з коричневими або вохряно-коричневими притиснутими, дрібними лусками, до краю радіальнозморшкуваторубчаста. Пластинки сірувато-білі, при достиганні гриба чорніють, розпливаються. Спорова маса буро-коричнева. Спори (7)9-10(11) Х 5-6(7,5) мкм, широкоовальні, коричневі, гладенькі. Ніжка 6-15 Х 0,8-1,5 см, з вузьким зникаючим кільцем. М'якуш білуватий, у молодих плодових тіл з приємним запахом.

## Поширення та середовище існування
Зустрічається по всій Україні. Росте на угноєному ґрунті, здебільшого у траві, часто край дороги; у травні — листопаді.

## Практичне використання
Добрий їстівний гриб (молоді плодові тіла). Гнойовики чорнильний можна вживати у вареному, смаженому, тушкованому вигляді, але разом з ним категорично не можна вживати алкогольні напої. Отруйні речовини гриба (копрін) не розчиняються ні водою, ні шлунковим соком, але добре розчиняються алкоголем і потрапляють у кров, таким чином спричинюють отруєння. За декілька годин симптоми проходять, але алкоголь не можна вживати і наступного дня через загрозу рецидиву.